# Isabella Nilsson (författare)
Annika Isabella Nilsson, född 12 juli 1989 i Skövde, är en flerfaldigt prisbelönad svensk författare, översättare och poet. Efter debuten 2011 har hon publicerat ett flertal kritikerrosade böcker i gränslandet mellan essä, prosa och poesi, och har därutöver utmärkt sig som översättare av författare som William Blake, Edward Lear och Emily Brontë. Nilsson har även, tillsammans med illustratören Marika Maijala, gett ut barnboken Ivars tomrum. Hon lever och är verksam i Stockholm och Skövde.

## Verk
Isabella Nilsson debuterade med ungdomsromanen Verklighetsprojektet (2011), följd av Det hungriga slottet två år senare. Hennes publika genombrott kom med essäromanen Nonsensprinsessans dagbok. En sjukskrivning, som 2019 nominerades till Nordiska rådets litteraturpris och som av Aris Fioretos lyfts fram som en av den moderna svenska litteraturens klassiker. Vårt behov av vers. En nonsenspoetik för nervösa (2020) anslöt till Nonsensprinsessans dagbok och fördjupade dess nonsenspoetiska tematik; här rymdes även tolkningar av den brittiske poeten Mervyn Peake. 2021 utkom hon med A som i Alice – En Lewis Carroll-encyklopedi tillsammans med Jonas Ellerström. Samma år stod hon också för urvalet till utgåvan av Carl Jonas Love Almqvists Svenska rim. 2022 gav Isabella Nilsson ut En bok för Ingen, ett slags essäistisk dialog med Friedrich Nietzsches aforismsamling Den glada vetenskapen – boken blev mycket väl mottagen bland kritiker och nominerades till Nordiska rådets litteraturpris 2023. Som översättare har Nilsson bland annat tolkat William Blake, Lewis Carroll, Edward Lear, Dorothy Parker och Emily Brontë.

2025 kom Isabella Nilssons Tomhet och ömhet, en essäbok som i 100 texter försöker ”besvara en fråga som inte riktigt låter sig formuleras”. Om Tomhet och ömhet skrev Anna Hallberg i sin recension för Dagens Nyheter:
Några läsare kommer hålla hårt i ”Tomhet och ömhet” och säga att här, här är mitt jävla tomrum framskrivet. Här finns ensamheten, skrivandet, läsandet och den omöjliga verkligheten klart förverkligad. Andra kommer att säga att det är ett självupptaget, världsfrånvänt, fragmenterat tramseri. Utan hänsyn till politiken, ekonomin och alla de livsbetingelser som präglar människors vardag. Båda falangerna har rätt. Men, och det är och kommer alltid att vara Isabella Nilssons trumfkort oavsett andra värdeskalor, hennes språkliga gehör är enastående. Det är underbart att läsa. 

## Utmärkelser
Utöver de två nomineringarna till Nordiska rådets litteraturpris har Isabella Nilsson tilldelats De Nios Julpris (2020), Erik Lindegren-priset (2023) samt Albert Bonniers stipendium för svenska författare (2022). 2023 tilldelades Nilsson Natur & Kulturs årliga översättarstipendium för sin tolkning av Dorothy Parkers Jag älskar dig till döds ändå. Juryn motiverade sitt val på följande vis:
Isabella Nilsson visar i sina översättningar av nonsensdiktning upp ett handlag vars kännetecken är träffsäkerheten. Vid sidan av Dorothy Parkers rim skäms de inte alls för sig utan är häpnadsväckande nutida och når fram till dagens publik med samma spleen och humor, trots att så mycket bytts ut. Genom detta uppmuntranstipendium hyllar Årets översättning en ung kollega som uppfordrar oss alla att när så behövs löpa linan ut.

## Privatliv
Isabella Nilsson är utöver sitt författarskap känd för sitt stora intresse för, och kunskap om, olika äppelsorter. Hennes favorit är sorten Cosmic crisp.